# Geranium aristatum
Geranium aristatum là một loài thực vật có hoa trong họ Mỏ hạc. Loài này được Freyn & Sint. mô tả khoa học đầu tiên năm 1897.